# Xenostele echinacea
Xenostele echinacea är en svampart som först beskrevs av Miles Joseph Berkeley, och fick sitt nu gällande namn av Syd. & P. Syd. 1921. Xenostele echinacea ingår i släktet Xenostele och familjen Pucciniaceae.   Inga underarter finns listade i Catalogue of Life.